# D913 (Hauts-de-Seine)
De D913 is een departementale weg in het Franse departement Hauts-de-Seine, ten westen van Parijs. De weg loopt van de zakenwijk La Défense via Nanterre en Rueil-Malmaison naar de grens met Yvelines. In Yvelines loopt de weg als D113 verder naar Le Pecq en Caen.

## Geschiedenis
Oorspronkelijk was de D913 onderdeel van de N13. In 2006 werd de weg overgedragen aan het departement Hauts-de-Seine, omdat de weg geen belang meer had voor het doorgaande verkeer vanwege de parallelle autosnelweg A14. De weg is toen omgenummerd tot D913.